# Morpho meunieri
Morpho meunieri är en fjärilsart som beskrevs av Le Moult 1933. Morpho meunieri ingår i släktet Morpho och familjen praktfjärilar. Inga underarter finns listade i Catalogue of Life.